# 존 톰슨 (미국 장로교 목회자)
존 톰슨(John Thomson; 1690년 - 1753년)은 아일랜드에서 태어났으며 미국으로 이민 온 후 필라델피아 노회 소속의 목회자로 섬겼다. 1718년에는 뉴캐슬 노회에서 사회를 맡았다.

## 1729년의 채택안
그는 1729년의 채택안의 대표적인 작성자였다. 비록 조나단 디킨슨등이 웨스트민스터 신앙고백의 채택을 반대하였지만, 노회의 회의에 다시 부쳐져서 결국은 통과하였다.